# 马瓦格机车厂

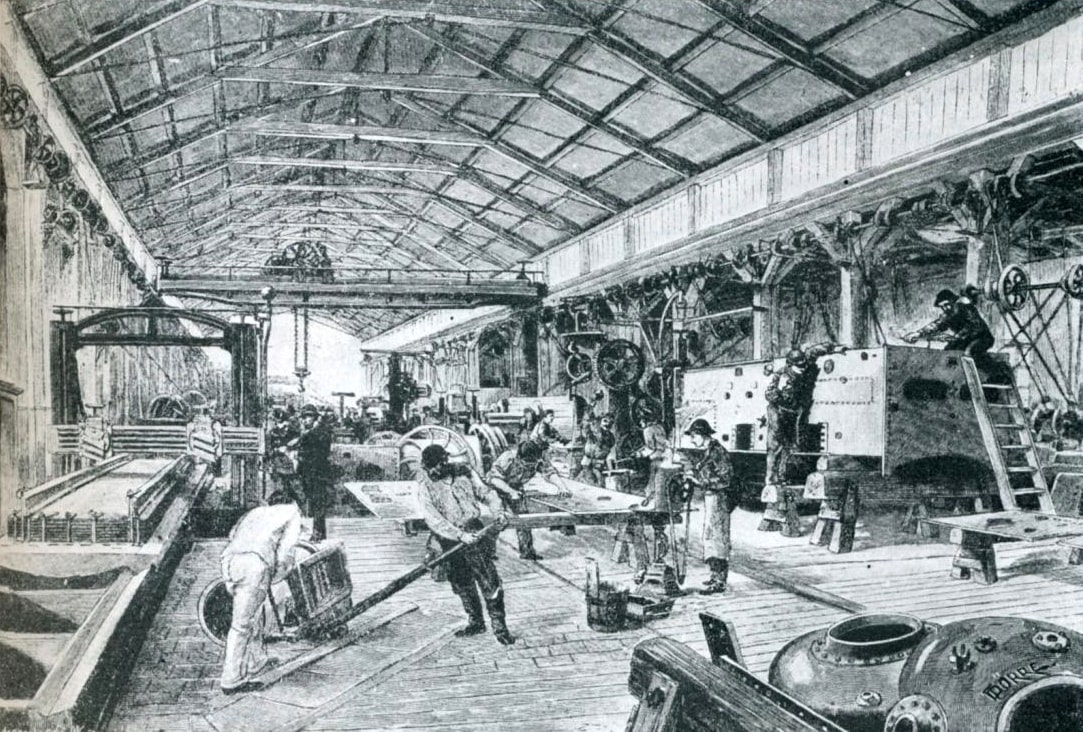
MÁVAG in 1898

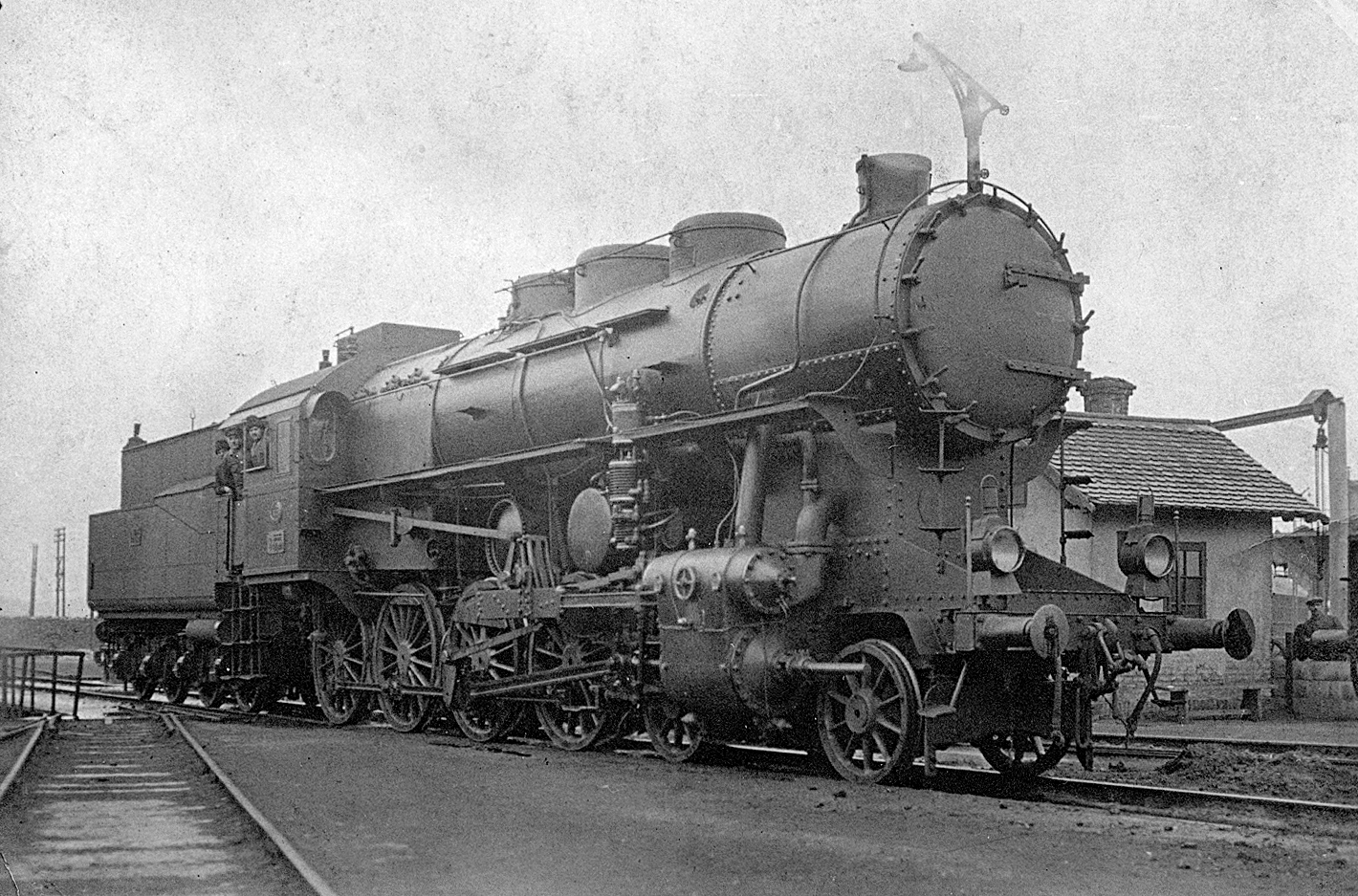
马瓦格机车厂制造的匈牙利国铁424型蒸汽机车，是匈牙利最经典的蒸汽机车车型

马瓦格机车厂是匈牙利历史上一家著名的铁路机车车辆制造商，主要业务包括制造蒸汽机车、公共汽车和修筑大型桥梁。

## 历史
前身是成立于1868年的匈牙利-比利时机械与造船公司（Magyar-belga Gép- és hajtóépítő társaság）和匈牙利-瑞士铁路车辆制造厂（Magyar-svájci vasúti kocsigyár）。1870年，匈牙利政府出资收购了这两家破产清盘的公司，于1870年8月1日正式成立了匈牙利皇家国家铁路机械与车辆厂（Magyar Királyi Államvasutak Gép- és Kocsigyára），并于1873年制造了工厂第一台蒸汽机车。1873年，受到世界经济危机影响，工厂改由匈牙利国家铁路接管，同年更名为匈牙利皇家铁路机械工厂（Magyar Királyi Államvasutak Gépgyára）。1902年，工厂更名为匈牙利皇家钢铁厂（Magyar Királyi Állami Vasgyárak）。1925年，工厂更名为匈牙利皇家钢铁机械厂（Magyar Királyi Állami Vas-, Acél- és Gépgyárak，MÁVAG）。
1959年1月1日，为配合匈牙利铁路机车车辆工业的发展，冈茨车辆厂与马瓦格机车厂（MÁVAG）合并，成立冈茨-马瓦格机车车辆工厂（匈牙利語：Ganz–MÁVAG Mozdony-, Vagon- és Gépgyár），简称冈茨-马瓦格（匈牙利語：Ganz–MÁVAG）。当年，冈茨-马瓦格雇用2万多名员工，工厂占地42英亩，拥有300多座建筑物，是匈牙利第二大工厂。